# Сан Донато (Кунео)
Сан Донато је насеље у Италији у округу Кунео, региону Пијемонт.
Према процени из 2011. у насељу је живело 104 становника. Насеље се налази на надморској висини од 633 м.